# Frankenstein – Das Gesicht
Frankenstein – Das Gesicht (Originaltitel: Dean Koontz’s Frankenstein, Book One: Prodigal Son) ist der erste Teil von einer auf drei Romanen angelegten Trilogie von Dean R. Koontz und Kevin J. Anderson. Band 2 – Der Körper (Originaltitel: Dean Koontz’s Frankenstein, Book Two: City of Night) erschien genau wie der erste Band 2005 in den USA und 2006 in Deutschland. Band 3 – Der Schatten (Originaltitel: Dean Koontz’s Frankenstein, Book Three: Dead and Alive) wurde 2009 in den USA und 2010 in Deutschland veröffentlicht.
Die Serie wurde inspiriert von der Romanvorlage des Frankenstein von Mary Shelley. Die Story baut auf die Originalgeschichte von Shelley auf und behandelt die Herstellung von künstlichen Menschen durch den unsterblich gewordenen Dr. Frankenstein anhand moderner Techniken der Biotechnologie in der Gegenwart.

## Inhalt

### Allgemeines und formaler Aufbau
Die Geschichte spielt in der heutigen Zeit und ist mit Ausnahme des ersten Kapitels, das in einem Kloster in Tibet spielt, in New Orleans angesiedelt. Sie ist formal in 97 einzelne und nummerierte Kapitel ohne Kapitelüberschriften gegliedert, die in der Regel mit Orts- und Personenwechseln einhergehen. Inhaltlich greift Koontz vor allem auf die als Legende bezeichnete Romanvorlage Frankenstein von Mary Shelley zurück, greift in den Gesprächen jedoch auch zahlreiche andere Literaturvorlagen wie etwa 1984 von George Orwell oder Pinocchio auf. Zudem benennt er den Polizisten Jonathan Harker nach der gleichnamigen Romanfigur in Bram Stokers Roman Dracula (ein Rechtsanwalt, der dem Grafen Dracula ein Haus in London verkauft) und dessen Kollegen Dwight Frye nach dem gleichnamigen Schauspieler Dwight Frye, der in der 1930er Verfilmung von Dracula die Rolle des Renfield und in James Whales Frankenstein den missgebildeten Gehilfen Fritz spielte. Auch der Name Karloff für den körperlosen Kopf stammt von einem Schauspieler des klassischen Frankenstein-Films – er ist benannt nach Boris Karloff, der 1931 Frankensteins Monster spielte.

### Handlung
In der Eingangsszene erhält der zurückgezogen im Kloster Rombuk in Tibet lebende Deucalion, der vor etwa 200 Jahren von Dr. Frankenstein aus Leichenteilen zusammengesetzt wurde, eine Nachricht, in der er erfährt, dass sein Schöpfer ebenfalls noch lebt und sich unter dem Namen Victor Helios in New Orleans aufhält. Er bricht daraufhin auf, um diesen zu suchen. In New Orleans findet aktuell eine Mordserie statt, bei der der Mörder seinen Opfern Körperteile und innere Organe raubt. Detective Carson O’Connor und ihr Partner Michael Maddison sind mit dem Fall betraut und kommen mit den Ermittlungen nicht voran, müssen sich jedoch zugleich auch gegen zwei ältere Detectives, Jonathan Harker und Dwight Frye, behaupten.
Roy Pribeaux, in den Medien als „Chirurg“ benannt, sucht nach der perfekten Frau, und Jonathan Harker, ein Geschöpf aus Helios’ Labor, sucht nach seinem Glück. Roy Pribeaux sucht sich seine Traumfrau, wortwörtlich, Stück für Stück zusammen. Er sucht seine Opfer nach herausstechenden Schönheitsmerkmalen aus, betäubt und tötet sie mit einem Stich ins Herz, danach entfernt er die Objekte der Begierde und fügt sie seiner Sammlung bei. Durch die Presse erfährt er, dass ihm zudem Morde eines offensichtlichen Nachahmungstäters zur Last gelegt werden, der allerdings Männer ermordet und ihnen innere Organe entfernt. Bei dem Mörder handelt es sich um den Polizisten Jonathan Harker, der wie Carson O’Connor und Michael Maddison bei der Mordkommission arbeitet. Harker ist ein von Victor Helios künstlich geschaffener Mensch und wie viele von diesen ist er verzweifelt, wütend und eifersüchtig auf die normalen Menschen. Obwohl er ohne den Befehl seines Schöpfers nicht töten darf, überwindet er diese mentale Sperre und tötet Menschen, die er für besonders glücklich hält, um sie zu sezieren, damit er den Grund ihrer Glückseligkeit ausfindig machen kann. Eines seiner Opfer ist der ebenfalls künstlich geschaffene Bobby Allwine, bei dem die Gerichtsmediziner später auf mehrere morphologische Abnormalitäten wie etwa ein doppeltes Kreislaufsystem sowie einen besonders gehärteten Schädel treffen. Nach dem Mord von Pribeaux an einer Zuckerwatteverkäuferin mit besonders schönen Augen tötet Jonathan Harker diesen, um ihm seine Morde unterschieben zu können.
In der Zwischenzeit nimmt Deucalion in der Wohnung von Allwine Kontakt mit O’Connor auf und besucht später auch ihren autistischen Bruder Arnie, wodurch er sie in das Lichtspieltheater Luxe lockt, in dem er gemeinsam mit Jelly Biggs lebt. Er erzählt ihr von Victor Helios Vergangenheit, seiner Geschichte und dem Zusammenhang von Helios’ Geschöpfen mit den Morden. Am Ende finden Carson und Michael die Wahrheit über Jonathan Harker heraus und können ihn nur knapp davon abhalten, einen weiteren Mord an seiner Nachbarin Jenna und später an der Polizeipsychologin Kathy zu begehen. Harker kann beide Male fliehen und wird am Ende von Carson und Michael verfolgt, die ihn mit Deucalions Hilfe stellen und töten können. Aber ehe sie ihn verhaften können, stirbt Harker, weil ein koboldhaftes Geschöpf aus ihm herausbricht und in der Kanalisation verschwindet. Zum Schluss klärt Deucalion Carson und Michael über die volle Wahrheit auf und bittet um ihre Hilfe bei seinem Vorhaben seinen Schöpfer zu töten.
Parallel zu der Hauptgeschichte wird immer wieder auf die Aktivitäten von Victor Helios gewechselt, der in einem großen Krankenhausanwesen am Rand von New Orleans lebt und dort in seiner geheimen Klinik Die Hände der Barmherzigkeit seine künstlichen Menschen erschafft und mit ihnen experimentiert. Seine Frau ist die ebenfalls von ihm erschaffene Erika vier, die er mit Gefühlen ausgestattet hat, um sie quälen zu können. In einem geheimen Labor experimentiert er mit Karloff, einem Wesen, das nur aus einem Kopf in einer Nährlösung und einer Hand besteht, die dieser telekinetisch bewegen kann. Mit Hilfe der Hand erregt Karloff die Aufmerksamkeit von Erika und überredet sie, ihn durch Abschalten seiner Apparatur zu töten. Als Helios dies herausbekommt, tötet er Erika vier und erschafft sich Erika fünf. Ein weiteres Experiment ist Randal sechs, der als autistischer Arbeitssklave geschaffen wurde und mit dessen Hilfe Helios erforscht, wie er den Autismus für sich nutzen kann. Randal erfährt über eine Zeitung von dem ebenfalls autistischen Arnie O’Connor, der lachen und glücklich sein kann. Randal flieht aus der Klinik und macht sich auf den Weg zu Arnie, wo er sich zum Ende des Romans unter dem Haus versteckt.

### Personen
Die folgenden Personen spielen in dem Roman eine zentrale Rolle:
- Deucalion wurde vor etwa 200 Jahren von Dr. Victor Frankenstein in Österreich erschaffen und verbrachte den größten Teil seines bisherigen Lebens als Jahrmarktattraktion „Das Monster“ in Monstrositätenshows, bevor er in ein Kloster nach Tibet ging. Deucalion kam nach New Orleans, nachdem er erfuhr, dass sein Schöpfer noch immer lebt, und unterstützt die Polizei bei den Ermittlungen gegen Jonathan Harker.
- Victor Helios, eigentlich Dr. Frankenstein, ist der Erschaffer von Deucalion und zahlreichen weiteren Wesen, die in seinem Labor entstehen. Er selbst ist durch zahlreiche Veränderungen seines Körpers wie Deucalion unsterblich und hat in New Orleans ein biotechnologisches Unternehmen sowie eine Brutstätte für seine Wesen aufgebaut, die in ferner Zukunft als Neue Rasse die bisherige Menschheit auslöschen und austauschen sollen.
- Jelly Biggs ist ein Mann, der als Fetter Mensch wie Deucalion in Monstrositätenshows gearbeitet hat und gemeinsam mit Deucalion im Luxe-Theater wohnt.
- Carson O’Connor ist Polizistin und gemeinsam mit ihrem Partner Michael Maddison mit der Aufklärung der „Chirurgen“-Morde betraut.
- Michael Maddison ist ebenfalls Polizist und unterstützt seine Partnerin Carson O’Connor.
- Arnie O’Connor ist Carsons kleiner Bruder. Er ist Autist und wird von der Haushälterin Vicky Chou betreut. Durch einen Zeitungsausschnitt wird Randal sechs, ein autistisches Wesen aus der Brutstätte von Victor Helios auf ihn aufmerksam und will ihm das Geheimnis des Glücks entreissen.
- Dwight Frye ist Polizist und der Partner von Jonathan Harker.
- Kathleen (Kathy) Burke ist Polizeipsychologin und eine gute Freundin von Carson O’Connor.

- Roy Pribeaux ist ein Serienmörder, der auf der Suche nach der perfekten Frau Frauen umbringt, die seiner Ansicht nach perfekte Körperteile haben und diese von den Leichen entfernt und sammelt.
- Jonathan Harker ist ein Geschöpf aus Helios’ Brutwerkstatt. Er ist Detective bei der Polizei und suicht nach dem Organ, das die Menschen glücklich macht. Dabei tötet er Menschen und seziert diese.
- Erika vier ist die künstlich geschaffene Ehefrau von Victor Helios.
- Randal sechs ist ein künstlich geschaffener Autist, an dem Helios die Möglichkeiten einer Arbeiterkaste für die Zeit nach der Übernahme der Welt durch seine Wesen testet.
- Pater Duchaine ist ein künstlich geschaffener Mensch, der als Pater in die Kirche eingeschleust wurde.
- Karloff ist ein künstlich geschaffenes Wesen, an dem Helios die Telekinese untersucht. Er besteht aus einem rudimentären Kopf in einer Nährlösung und einer mit diesem nicht verbundenen Hand.

## Hintergrund
Entsprechend dem Prolog des Romans war die Frankenstein-Serie als Drehbuch für eine Mini-Fernsehserie mit dem Titel Dean Koontz Frankenstein unter der Regie von Martin Scorsese für USA Network gedacht, die Mary Shellys Frankenstein neu aufarbeiten sollte. Jedoch entschloss sich Koontz, als USA Network Veränderungen an seiner Geschichte beschloss, aus dem Projekt auszusteigen und das Drehbuch als Roman zu veröffentlichen.
Auf der Basis des neuen Drehbuchs auf der Basis von Koontz Vorarbeiten, an dem John Shiban mitarbeitete, erschien 2004 der Fernsehfilm Frankenstein unter der Regie von Marcus Nispel.

## Rezeption
Nach der Veröffentlichung der Romanreihe, die sowohl national wie auch international erfolgreich ist, wurden mehrfach Verfilmungen angekündigt. So wurde im Februar 2010 eine Verfilmung durch die Produzenten Terry Botwick und Ralph Winter in Aussicht gestellt, 2012 wurde eine Verfilmung durch James V. Hart und dessen Sohn Jake Hart für den amerikanischen Sender TNT angekündigt.

## Veröffentlichungen
- Dean Koontz: Dean Koontz’s Frankenstein, Book One: Prodigal Son. Bantam Books 2005, ISBN 0-553-58788-9.
- Dean Koontz: Frankenstein – Das Gesicht (Übersetzung von Ursula Gnade), Wilhelm Heyne Verlag, München 2006, ISBN 978-3-453-56504-3.